# كأس السوبر الفلسطيني
كأس السوبر الفلسطيني  هي بطولة لكرة القدم تقام سنويا منذ 2010 في الأراضي الفلسطينية من قبل الاتحاد الفلسطيني لكرة القدم وتعتبر بطولة السوبر إعلان عن بداية أي موسم كروي بين بطل الدوري الفلسطيني وبطل كأس فلسطين، ويشارك فيها جميع الأندية المحلية في الضفة الغربية وقطاع غزة

## تاريخ البطولة
بدأت منذ اواخر السبيعنات عندما تم تشكيل رابطة الاندية الرياضية في كل من الضفة الغربية وقطاع غزة لتفعيل النشاط الرياضي وبعد إقامة الدوري عام 1977 تم إقامة بطولة كاس فلسطين موسم 1978 بنظام خروج المغلوب لم تكن البطولة منتظمة سنويا وذلك بحكم ظروف الاحتلال الإسرائيلي والمعاناة التي كانت تعانيها الاندية والمؤسسات الفلسطينية في الداخل
وبعد عودة السلطة الفلسطينية عام 1994 ومن ثم إنشاء الاتحاد الفلسطيني انتظمت البطولة بشكل اعتيادي إلى أن توقفت قسرا خلال فترة الانتفاضة الثانية المباركة.

## سجل البطولات الضفة الغربية / قطاع غزة
تقام البطولة منذ انطلاقها منذ 2010 بين بطل الدوري الفلسطيني لكرة القدم (محافظات الضفة الغربية) وبين بطل كأس فلسطين لكرة القدم (محافظات الضفة الغربية)
وتقام بنفس الطريقة بمحافظات قطاع غزة وذلك بسبب منع الاحتلال الإسرائيلي للفرق الفلسطينية بالتنقل بين شقي الوطن الفلسطيني.
| رقم | الموسم | البطل         | الوصيف        |
| 1   | 2010   | واد النيص     | جبل المكبر    |
| 2   | 2011   | هلال القدس    | شباب الامعري  |
| 3   | 2012   | شباب الظاهرية | هلال القدس    |
| 4   | 2013   | شباب الخليل   | شباب الظاهرية |
| 5   | 2014   | هلال القدس    | واد النيص     |
| 6   | 2015   | أهلي الخليل   | شباب الظاهرية |
| 7   | 2016   | أهلي الخليل   | شباب الخليل   |
| 8   | 2017   | هلال القدس    | أهلي الخليل   |
| 9   | 2018   | هلال القدس    | ثقافي طولكرم  |

| رقم | الموسم | البطل          | الوصيف       |
| 1   | 2000   | اتحادالشجاعية  | خدمات رفح    |
| 2   | 2013   | شباب رفح       | الصداقة      |
| 3   | 2014   | شباب رفح       | خدمات رفح    |
| 4   | 2015   | اتحادالشجاعية  | شباب خانيونس |
| 5   | 2016   | خدمات رفح      | شباب خانيونس |
| 6   | 2017   | شباب رفح       | الصداقة      |
| 7   | 2018   | شباب رفح       | شباب خانيونس |
| 8   | 2019   | إتحاد الشجاعية | خدمات رفح    |
| 9   | 2020   | شباب رفح       | خدمات رفح    |